# 이나바 가쿠
이나바 가쿠(일본어: 稲葉 楽, 2002년 4월 27일~)는 일본의 축구 선수이다.

## 구단 경력
그는 2021년 J2리그의 츠바이겐 가나자와에 입단했고, 2년동안 팀에서 뛰었다. 2023년 일본 풋볼 리그의 라인미어 아오모리로 이적했다.